# Frenesi
Frenesí in der Fassung von Artie Shaw aus dem Jahre 1940 ist der Titel einer Instrumentalaufnahme und als mehrfacher Millionenseller einer der erfolgreichsten Titel der Swing-Ära und der erfolgreichste Titel Artie Shaws.

## Entstehungsgeschichte
Frenesí (Spanisch für „Raserei“) stammt im Original vom mexikanischen Komponisten Alberto Domínguez Borrás aus dem Jahre 1939, der im selben Jahr auch noch Perfidia (Spanisch für „Niedertracht“) schrieb. Beide Kompositionen wurden von US-amerikanischen Swing-Bands aufgegriffen. Im selben Jahr 1939 wurde "Frenesí" erstmals von der Mexikanerin Lupita Palomera interpretiert.
Klarinettist Artie Shaw hatte sich gerade von seiner Band getrennt und verreiste im November 1939 nach Mexiko in den Urlaub. In Acapulco entdeckte er den Song Frenesí, als ihn eine Mariachi-Band spielte, und brachte ihn mit in die USA, wo ein englischer Text von dem noch unbekannten Ray Charles und Sidney Keith Russell hinzugefügt wurde.

## Veröffentlichung und Erfolg

Artie Shaw – Frenesi

Zurück in Hollywood, stellte Artie Shaw sein auf 32 Musiker vergrößertes Orchester überwiegend aus Studiomusikern zusammen, das zu den erfolgreichsten Swing-Bands der damaligen Zeit gehörte. Arrangiert durch den afro-amerikanischen Oboisten William Grant Still, gehörte Frenesi sicherlich nicht zu dem Hot Jazz, den man bisher von Artie Shaw gewöhnt war. Obwohl es im strengen Sinne keine Jazzaufnahme ist, sind hierin einige interessante Soli (insbesondere Mannie Klein (Trompete) und Jack Cave (Waldhorn)) platziert.
Am 3. März 1940 entstand so die Single Frenesi / Adios, Mariquita Linda (Victor #26542) und wurde noch im selben Monat veröffentlicht. Nachdem der Titel am 27. Juli 1940 in den Pop-Charts erschienen war, kletterte er am 21. Dezember 1940 auf Platz eins, wo er für 13 Wochen blieb. Im Hinblick auf die Verweildauer auf dem ersten Platz ist der Titel Shaws erfolgreichster Song. Er verkaufte sich insgesamt drei Millionen Mal und war damit nicht nur Shaws umsatzstärkster Titel, sondern auch der erste Millionenseller eines mexikanischen Autors überhaupt.

## Coverversionen
Für Dominguez sind insgesamt 71 Titel bei der ASCAP registriert, Frenesi wurde nach Shaws Version insgesamt achtmal gecovert. Noch im Februar 1941 kam hiervon eine Fassung von Glenn Miller heraus. Es existiert auch eine deutsche Version von Vico Torriani & Die Sunnies & Das Cornet Trio aus dem Jahre 1959 unter dem Titel Blaue Nacht in Mexico (deutscher Text von Ralph Siegel; Decca #18974), die jedoch nicht in die deutschen Charts gelangte. Pérez Prado machte 1960 hieraus in seinem unverkennbaren Stil einen Mambo, außerdem existieren Fassungen von Bobby Rydell (1962), Julie London (1963), Taco (1985) und Linda Ronstadt (1992).